# Сёюнджю, Чалар
Чалар Сёюнджю (тур. Çağlar Söyüncü; родился 23 мая 1996 года в Измире, Турция) — турецкий футболист, защитник турецкого клуба «Фенербахче» и сборной Турции. Участник чемпионата Европы 2020 года.

## Клубная карьера

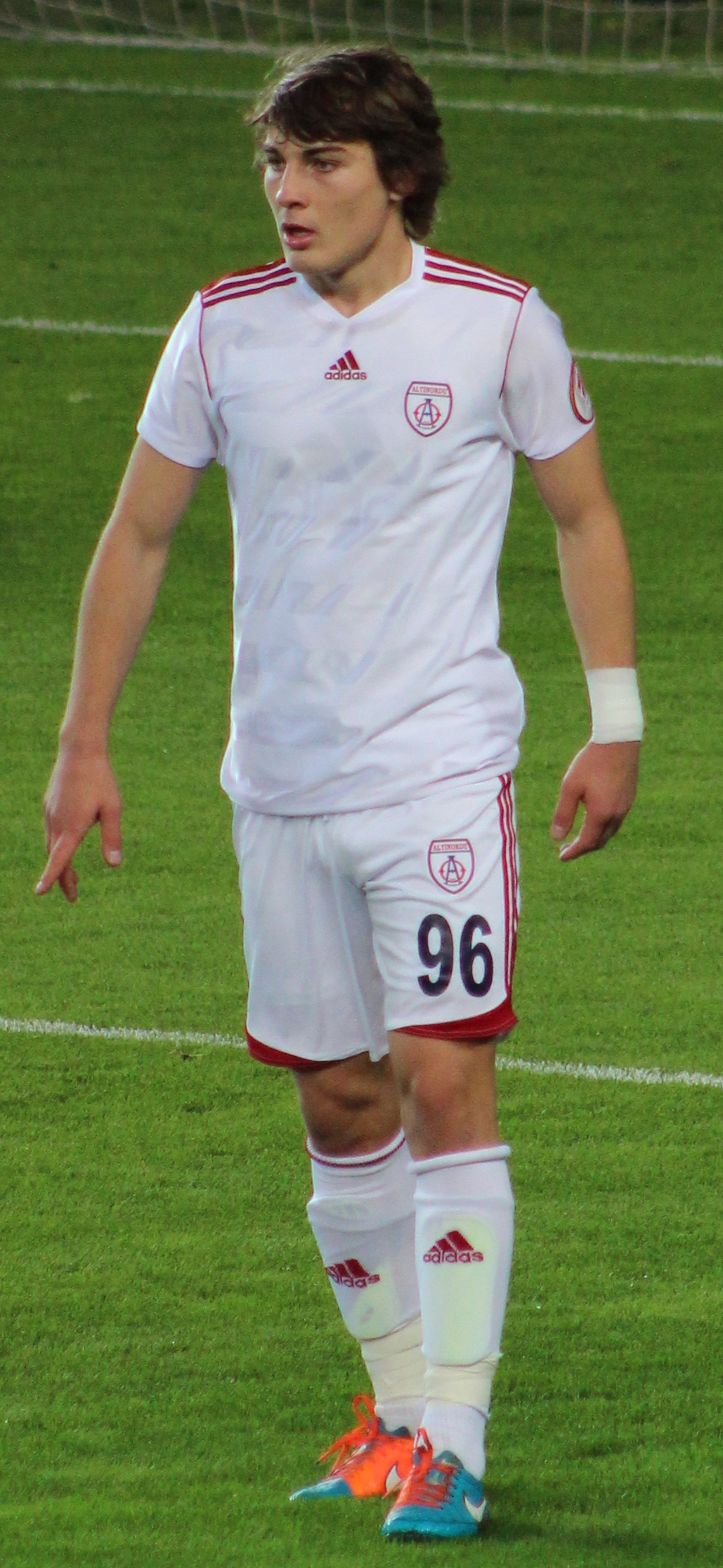
Сёюнджю в составе «Алтынорду»

Сёюнджю — воспитанник клуба «Буджаспор» из своего родного города. В 2013 году Чалар подписал первый профессиональный контракт с командой «Алтынорду», также базирующейся в его родном Измире. 28 декабря 2014 года в матче против «Манисаспора» он дебютировал в Первой турецкой лиге. В своём втором сезоне Сёюнджю завоевал место в основе. 23 августа 2015 года в поединке против «Болуспора» Чалар забил свой первый гол за «Алтынорду».
Летом 2016 года Сёюнджю перешёл в немецкий «Фрайбург». Сумма трансфера составила 2,5 млн. евро. 28 августа в матче против «Герты» он дебютировал в Бундеслиге. 1 октября 2017 года в поединке против «Хоффенхайма» Чалар забил свой первый гол за «Фрайбург».
Летом 2018 года Сёюнджю перешёл в английский «Лестер Сити», подписав контракт на 5 лет. Сумма трансфера составила 20 млн. евро. 27 октября в матче против «Вест Хэм Юнайтед» он дебютировал в английской Премьер-лиге. 3 ноября 2019 года в поединке против «Кристал Пэлас» Чалар забил свой первый гол за «Лестер Сити». 
В июле 2023 года подписал четырехлетний контракт с испанским клубом «Атлетико Мадрид». 29 января 2024 года перешёл на правах аренды до конца сезона в турецкий «Фенербахче».

## Международная карьера
24 марта 2016 года в товарищеском матче против сборной Швеции Сёюнджю дебютировал за сборную Турции, заменив во втором тайме Озана Туфана. 1 июня 2018 года в поединке против сборной Туниса он забил свой первый гол за национальную команду.
В 2021 году Сёюнджю принял участие в чемпионате Европы. На турнире он сыграл в матчах против команд Италии, Уэльса и Швейцарии.

### Голы за сборную Турции
| № | Дата          | Место                            | Противник | Счёт | Результат | Соревнование                     |
| - | ------------- | -------------------------------- | --------- | ---- | --------- | -------------------------------- |
| 1 | 1 июня 2018   | Стад де Женев, Женева, Швейцария | Тунис     | 2:2  | 2:2       | Товарищеский матч                |
| 2 | 27 марта 2021 | Ла-Росаледа, Малага, Испания     | Норвегия  | 0:2  | 0:3       | Чемпионат мира 2022 квалификация |

## Достижения

### Командные
«Лестер Сити»
- Обладатель Кубка Англии: 2020/21
- Обладатель Суперкубка Англии: 2021

### Личные
- Футболист года в Турции: 2019